# جو لي دان
جو لي دان (بالإنجليزية: Joe Lee Dunn)‏ هو لاعب كرة قدم أمريكية أمريكي، ولد في 14 يوليو 1946 في أوزارك في الولايات المتحدة.